# Skycoaster

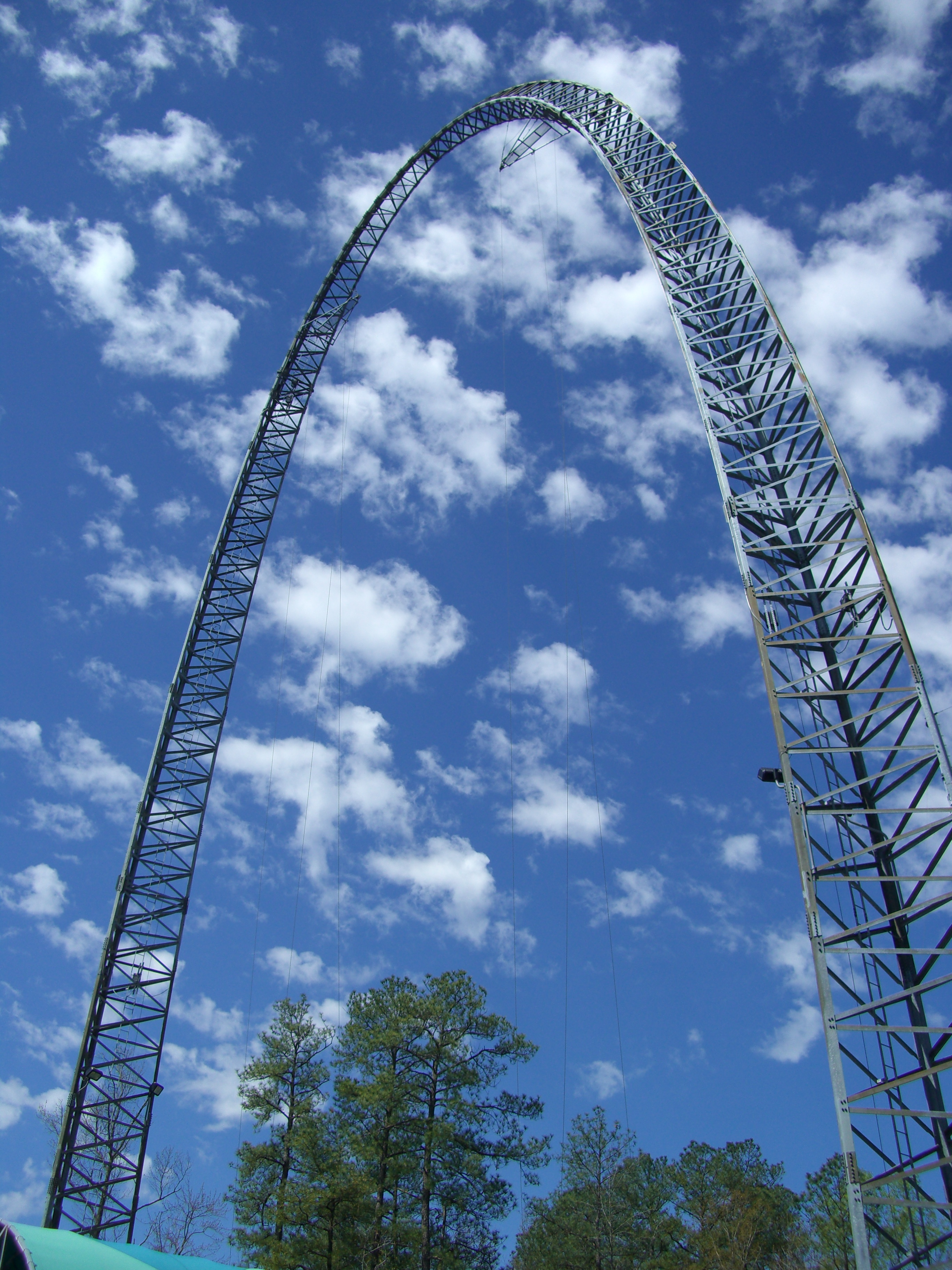
Xtreme Skyflyer à Kings Dominion.

Skycoaster, également connu sous le nom Ripcord ou Xtreme SkyFlyer est un type d'attraction développé par Skycoaster, Inc.

## Concept et fonctionnement
Sur l’attraction, les passagers par groupes de 1 à 3 sont tirés au sommet de la tour de lancement avant d’être lâchés dans le vide, au bout d’un câble. Ce type d’attraction peut avoir une hauteur allant de 30 à 91 mètres.
Les Skycoaster présents dans plusieurs parcs d’attractions demandent souvent un supplément de prix.

## Histoire
Le premier skycoaster ouvrit en 1993, depuis cette date, la compagnie Skycoaster, Inc a ouvert plus de 85 attractions de ce type, tout autour du monde.
Le plus haut aujourd’hui construit (environ 91 mètres) est situé à Kissimmee, en Floride.

## Type de Skycoasters
Il existe deux types de skycoasters :
- Rolling boarding platform
- Scissors lift

## Attractions de ce type
| Parc                                      | Nom                             | Localisation                         |
| ----------------------------------------- | ------------------------------- | ------------------------------------ |
| Fun Spot USA (en)                         | Skycoaster                      | Kissimmee, Floride                   |
| Parque de la Costa                        | Vertigo eXtremo                 | Buenos Aires, Argentine              |
| Skyborne                                  | Skycoaster                      | Londres, Angleterre                  |
| Playcenter (en)                           | Skycoaster                      | São Paulo, Brésil                    |
| Six Flags Hurricane Harbor                | Sky Coaster                     | Arlington, Texas                     |
| Wild Adventures                           | Geronimo Skycoaster             | Valdosta, Géorgie                    |
| Worlds of Fun                             | RipCord                         | Kansas City, Missouri                |
| Michigan's Adventure                      | RipCord                         | Muskegon, Michigan                   |
| Kennywood                                 | Skycoaster                      | Pittsburgh, Pennsylvanie             |
| Lake Compounce                            | Skycoaster                      | Bristol, Connecticut                 |
| Schlitterbahn Waterpark Resort            | Sky Coaster                     | New Braunfels, Texas                 |
| Valleyfair!                               | RipCord                         | Shakopee, Minnesota                  |
| Six Flags Darien Lake                     | Skycoaster                      | Darien, New York                     |
| Kentucky Kingdom                          | Skycoaster                      | Louisville, Kentucky                 |
| Six Flags Over Georgia                    | Fearless Freep's Daredevil Dive | Austell, Géorgie                     |
| Ultimate Rush Speed & Thrill Park         | Ultimate Rush                   | Reno, Névada                         |
| Hopi Hari                                 | Hadikali                        | Vinhedo, São Paulo, Brésil           |
| Canada's Wonderland                       | Xtreme SkyFlyer                 | Vaughan, Ontario, Canada             |
| Six Flags Great Escape Theme Park & Lodge | Sky Coaster                     | Lake George, New York                |
| Seoul Land                                | SKY-X                           | Séoul, Corée du Sud                  |
| Oakwood Theme Park                        | Vertigo                         | Pembrokeshire, Pays de Galles        |
| Elitch Gardens                            | XLR8R                           | Denver, Colorado                     |
| Six Flags Magic Mountain                  | Dive Devil                      | Valencia, Californie                 |
| Kings Dominion                            | Xtreme SkyFlyer                 | Doswell, Virginie                    |
| Carowinds                                 | Xtreme SkyFlyer                 | Charlotte, Caroline du Nord          |
| California's Great America                | Xtreme SkyFlyer                 | Santa Clara, Californie              |
| Six Flags Great Adventure                 | Dare Devil Dive                 | Jackson, New Jersey                  |
| Six Flags Over Texas                      | Dive Bomber Alley               | Arlington, Texas                     |
| Six Flags St. Louis                       | Dragon's Wing                   | Eureka, Missouri                     |
| Cedar Point                               | RipCord                         | Sandusky, Ohio                       |
| Lagoon                                    | Skycoaster                      | Farmington, Utah                     |
| Six Flags New England                     | Sky Coaster                     | Agawam, Massachusetts                |
| Wet 'n Wild Emerald Pointe (en)           | Skycoaster                      | Greensboro, Caroline du Nord         |
| Wild Waves Theme Park                     | I-5 Sky Dive                    | Federal Way, Washington              |
| Kings Island                              | Xtreme SkyFlyer                 | Comté de Warren, Ohio                |
| Six Flags Great America                   | Dare Devil Dive                 | Gurnee, Illinois                     |
| Jetée sud de Blackpool                    | Skycoaster                      | Blackpool, Angleterre                |
| Bell's Amusement Park (en)                | Dive Devil                      | Tulsa, Oklahoma                      |
| Frontier City                             | Geronimo                        | Oklahoma City, Oklahoma              |
| The Track Family Fun Center               | Skycoaster                      | Gulf Shores, Alabama                 |
| Karasyk                                   | Skycoaster                      | Ayia Napa, Île de Chypre             |
| Zero Gravity                              | Skycoaster                      | Dallas, Texas                        |
| Big Kahuna's                              | Skycoaster                      | Destin, Floride                      |
| Tusenfryd                                 | Skycoaster                      | Oslo, Norvège                        |
| Cici Waterpark                            | The Skycoaster                  | Acapulco, Mexique                    |
| Ratanga Junction                          | The Slingshot                   | Century City, Le Cap, Afrique du Sud |
| Nascar Speedpark                          | Skyflyer                        | Myrtle Beach, Caroline du Sud        |
| Ozark Mountain Skycoaster                 | Skycoaster                      | Branson, Missouri                    |
| Joyland Amusement Park (en)               | Sky Coaster                     | Wichita, Kansas                      |
| Extreme World                             | Skycoaster                      | Wisconsin Dells, Wisconsin           |
| Indiana Beach                             | Sky Coaster                     | Monticello, Indiana                  |
| Morey's Piers - Adventure Pier            | Sky Coaster                     | Wildwood, New Jersey                 |
| Morey's Piers - Surfside Pier             | Sky Coaster                     | Wildwood, New Jersey                 |
| Royal Gorge Park                          | Royal Rush                      | Royal Gorge, Colorado                |
| Seacoast Fun Park                         | SkyMax                          | North Windham, Maine                 |
| Six Flags Discovery Kingdom               | Skycoaster                      | Vallejo, Californie                  |
| Mitsui Greenland                          | Parachute Drop                  | Arao-shi, Japon                      |
| Tokyo SummerLand                          |                                 | Tokyo, Japon                         |
| Al Jeewanah Trading Co.                   |                                 | Fadheel, Koweït                      |
| Parque de las Americas                    |                                 | Bogota, Colombie                     |
| Superland                                 | Sky Coaster                     | Rishon LeZion, Israël                |
| Six Flags America                         | Skycoaster                      | Comté du Prince George, Maryland     |
| La Ronde                                  | La Catapulte                    | Montréal, Canada                     |